# Kong Christian d. X's 75 års fødselsdag
Kong Christian d. X's 75 års fødselsdag er en dansk reportagefilm fra 1945 med ukendt instruktør.

## Handling
En reportage om Københavns udsmykning og kong Christian 10.'s køretur gennem byen i anledning af hans 75-års fødselsdag i 1945.